# Marlee Matlin
 Marlee Matlin est une actrice et productrice américaine, née le 24 août 1965 à Morton Grove en Illinois.
Connue pour être la première actrice sourde à avoir reçu un Oscar en 1987, elle est également la plus jeune actrice à être distinguée pour l'Oscar de la meilleure actrice.

## Biographie

### Enfance et formation
Marlee Beth Matlin, née le 24 août 1965 à Morton Grove en Illinois, est la fille de Libby Hammer et Donald Matlin, un concessionnaire ; elle a deux frères aînés,,. À l'âge de dix-huit mois, elle est diagnostiquée sourde. Dans son autobiographie I'll Scream Later, elle explique que sa surdité serait due à une malformation génétique (cochlea (en)). Elle précise également qu'elle est le seul membre de sa famille à être sourd.
Après avoir appris le langage oral, elle commence à utiliser la langue des signes américaine à l'âge de cinq ans. Son premier rôle est celui de Dorothy dans une production scolaire du Magicien d'Oz, à sept ans. Elle fait ses études au lycée John Hersey High School (en) à Arlington Heights (Illinois) ainsi qu'au Collège Harper. Selon son autobiographie, elle est maltraitée par une baby-sitter lorsqu'elle a onze ans, puis par l'un de ses professeurs au lycée.

### Carrière

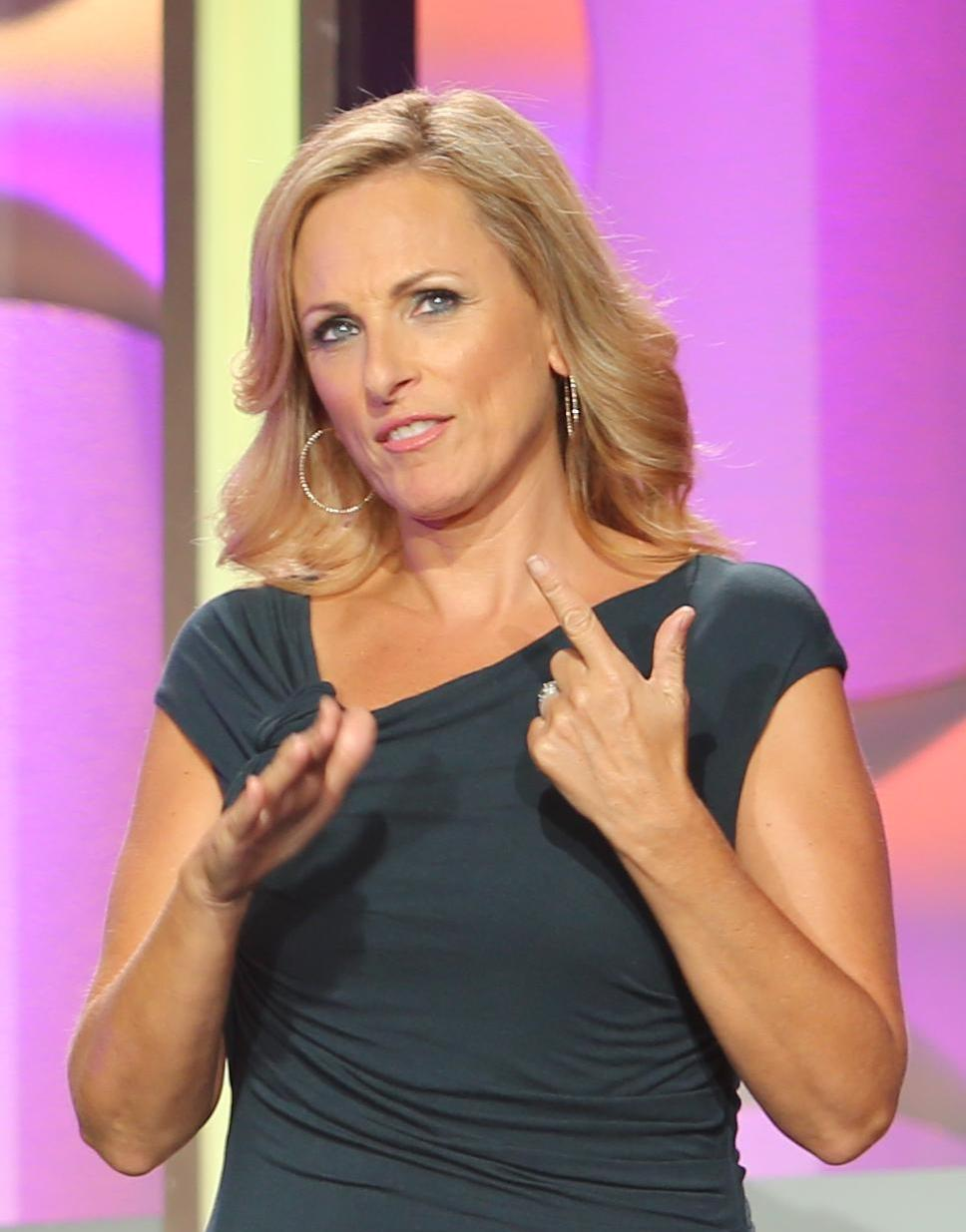
Marlee Matlin en 2014.

En 1985, Marlee Matlin joue dans Les Enfants du silence (Children of A Lesser God), une pièce de théâtre de Mark Medoff qui est adaptée au cinéma l'année suivante, sous la réalisation de Randa Haines, aux côtés de William Hurt. Elle se fait ainsi connaître du grand public et obtient l'Oscar de la meilleure actrice en 1987, lors de la 59e cérémonie, une première pour une comédienne sourde. De plus, elle est la plus jeune à avoir eu cette récompense à seulement vingt-et-un ans. Et dans la soirée du 9 mars 1988, Elisabeth Ann Zinser, Greg Hlibok et Marlee Matlin sont invités dans l'émission de Nightline sur la chaîne ABC où ils débattent entre eux de la grève à l'université Gallaudet par le mouvement Deaf President Now,.
Elle obtient plusieurs rôles dont certains récurrents dans des séries télévisées comme Un drôle de shérif, New York, unité spéciale, Seinfeld, Spin City, Urgences, À la Maison-Blanche, Desperate Housewives, Earl, Nip/Tuck ou encore The L Word dans le rôle de Jodi Lerner, une sculptrice lesbienne.
Elle publie, en 2004, un conte pour enfants intitulé Deaf Child Crossing chez Simon & Schuster. À la place de Ty Pennington, elle anime le temps d'un épisode l'émission Les Maçons du cœur (Extrem Makeover Home Edition) en 2006. En 2008, elle participe à la célèbre émission du réseau américain ABC, Dancing with the Stars 6. Elle est éliminée au bout de six semaines et part aux quarts de finale.
Elle se retrouve en compétition face à l'actrice Shannon Elizabeth, Priscilla Presley, Mario ou encore la gagnante, Kristi Yamaguchi.
En 2011, elle participe à la célèbre émission de Donald Trump sur NBC, The Celebrity Apprentice 4. Elle arrive en finale face au chanteur John Rich. Elle était en compétition face à Dionne Warwick, La Toya Jackson, Lisa Rinna ou encore Lil Jon.

### Vie privée
Marlee a eu des relations avec les acteurs connus : William Hurt (1985-1987), Rob Lowe (1987-1988), Richard Dean Anderson (1988), John Stamos (1989), David E. Kelley (1989-1992)[réf. souhaitée]. Elle habite à Los Angeles et est mariée depuis 1993 à un policier : Kevin Grandalski, avec qui elle a quatre enfants : Sarah Rose (née en 1996), Brandon Joseph (né en 2000), Tyler (né en 2002) et Isabelle Jane (née en 2003). Depuis de nombreuses années, Jack Jason est son interprète en langue des signes américaine (ASL).

## Filmographie

### Cinéma

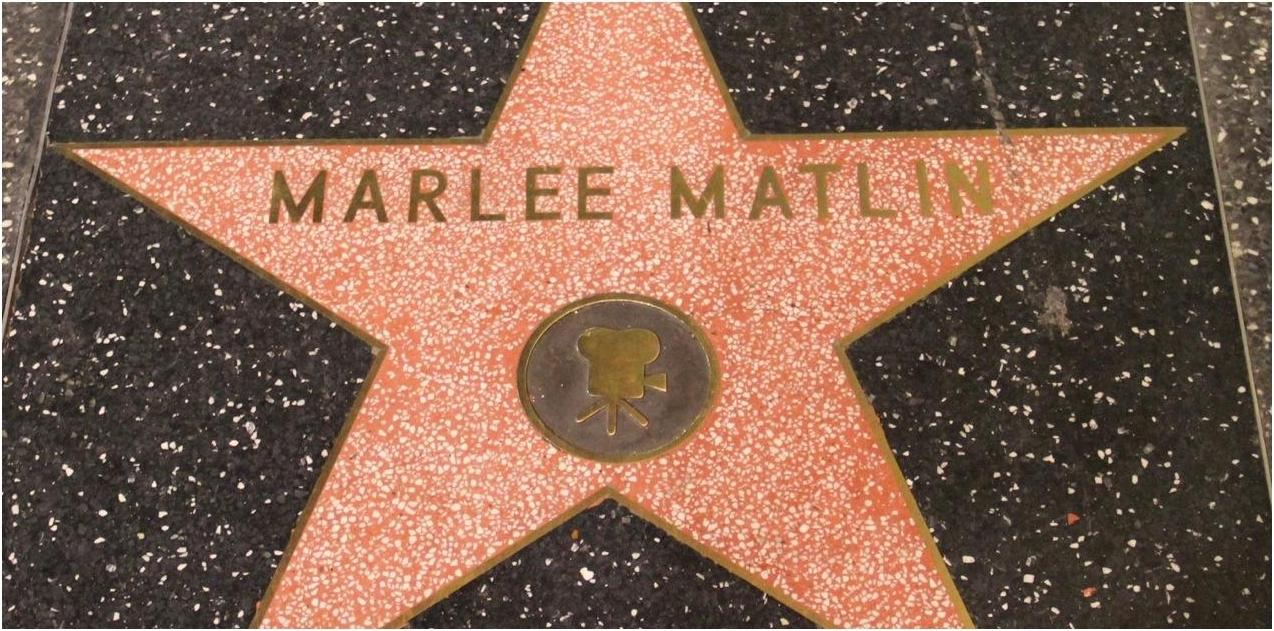
Étoile de Marlee Matlin sur le Walk of fame d'Hollywood Boulevard.

- 1986 : Les Enfants du silence (Children of a Lesser God), de Randa Haines : Sarah Norman
- 1987 : Walker d'Alex Cox : Ellen Martin
- 1991 : L'Homme au masque d'or d'Éric Duret : María
- 1991 : The Linguini Incident de Richard Shepard : Jeanette
- 1993 : Hear No Evil de Robert Greenwald : Jillian Shanahan
- 1996 : Snitch de Keith Markinson : Cindy
- 1996 : Le Dernier Anniversaire (It's My Party) de Randal Kleiser : Daphne Stark
- 1998 : In Her Defense de Sidney J. Furie : Jane Claire
- 1999 : Two Shades of Blue de James D. Deck : Beth McDaniels
- 1999 : Un amour meurtrier (When Justice Fails) d'Allan A. Goldstein : Katy Wesson
- 2001 : Askari de David Lister (en) : Paula McKinley
- 2004 : Que sait-on vraiment de la réalité !? (What the #$*! Do We (K)now!?) de William Arntz, Betsy Chasse et Mark Vicente : Amanda
- 2005 : Baby Einstein: Baby Wordsworth (vidéo) : l'instructrice de langue des signes (voix)
- 2007 : Baby Einstein: My First Signs (vidéo) : l'instructrice de langue des signes (voix)
- 2012 : Excision de Richard Bates Jr : Amber
- 2013 : No Ordinary Hero: The SuperDeafy Movie de Troy Kotsur : elle-meme
- 2014 : Teach Me Love (Some Kind of Beautiful) de Tom Vaughan : Cindy
- 2019 : Entangled de Gaurath Seth : Dierdre
- 2021 : Coda de Sian Heder : Jackie Rossi
- 2022 : Run de Craig Otto : Holly

### Télévision

#### Téléfilms
- 1989 : Bridge to Silence : Peggy Lawrence
- 1994 : Against Her Will: The Carrie Buck Story : Carrie Buck
- 1997 : Dead Silence : Melanie Charrol
- 1999 : Freak City : Cassandra
- 1999 : Silence coupable (Where the Truth Lies) : Dana Sue Lacey
- 2001 : Samantha, star de l'ombre (Kiss My Act) : Casey
- 2008 : Un cœur à l'écoute (Sweet Nothing in My Ear) : Laura Miller
- 2013 : Un intrus dans ma maison (4Closed) : Ally Turner

#### Séries télévisées
- 1993 : La Voix du silence (Reasonable Doubts) : Asst. Dist. Atty. Tess Kaufman
- 1993 : Seinfeld : Laura
- 1995 : La Loi de la Nouvelle-Orléans (Sweet Justice) : Brianna Holland
- 1995 : Au-delà du réel : L'aventure continue (The Outer Limits) : Jennifer Winter (Épisode 1.18 : Le message).
- 1993-1996 : Un drôle de shérif (Picket Fences) : le maire Laurie Bey
- 1997 : Spin City : Sarah
- 1999 : Urgences (ER) : le professeur de langue des signes
- 1999 : Chicken Soup for the Soul : l'enseignante
- 1999 : Amy (Judging Amy) : Eliza Spears
- 2000 : The Practice : Bobby Donnell et Associés (The Practice) : Sally Berg
- 1999 - 2006 : À la Maison-Blanche (The West Wing) : Joey Lucas
- 2001 : Gideon's Crossing : Lindsay Warren
- 2002 : Blue's Clues : une libraire
- 2003 : Division d'élite (The Division) : Ann Polton
- 2004 : New York, unité spéciale (Law & Order: Special Victims Unit) : Dr Amy Solwey (saison 5, épisode 22)
- 2005 : Desperate Housewives : Alisa Stevens
- 2005 : New York, unité spéciale (Law & Order: Special Victims Unit) : Dr Amy Solwey (saison 6, épisode 22)
- 2006 - 2009 : The L Word : Jodi Lerner (VF : Sophie Baranes)
- 2006 : Les Experts : Manhattan (CSI: NY) : Gina Mitchum
- 2007 : Earl (My Name Is Earl) : Ruby Whitlow
- 2008 : Nip/Tuck : Barbara Shapiro
- 2011 : Les Experts  (CSI) : Professeur Julia Holden
- 2011 : Switched (Switched at Birth) : Melody Bledsoe[9]
- 2014 : Glee : elle-même
- 2017-2018 : The Magicians : Harriet (saison 2-3)
- 2018 : Quantico : Jocelyn Turner (saison 3)
- 2018 : This Close : Annie (saison 1, épisode 4)
- 2019 : Limetown : Deirdre Wells
- 2022 : New Amsterdam : Dr Bev Clemons (saison 5, épisode 10)

### Émissions de télévision

#### Télé Réalité
- 2008 : Dancing with the Stars : candidate à la saison 6, éliminée.
- 2011 : The Celebrity Apprentice : la candidate à la saison 4, finaliste.

## Distinctions

### Récompenses
- Oscars 1987 : Meilleure actrice pour Les Enfants du silence
- Golden Globes 1987 : Meilleure actrice dans un film dramatique pour Les Enfants du silence
- 2009 : Hollywood Walk of Fame : étoile inaugurée le 6 mai au 6667 Hollywood Boulevard[10].
- SAG Awards 2022 : Meilleure distribution pour Coda
- HCA Spotlight Award 2022 pour Emilia Jones, Marlee Matlin, Troy Kotsur, Eugenio Derbez et Daniel Durant

### Nominations
- Los Angeles Film Critics Association Awards 1986 : Meilleure actrice dans un drame romantique pour Les Enfants du silence (1986)
- 1992 : Golden Globes de la meilleure actrice dans une série dramatique pour La Voix du silence (1991–1993)
- 1994 : Primetime Emmy Awards de la meilleure Guest-Star dans une série dramatique pour Un drôle de shérif (1992–1996)
- 1994 : Primetime Emmy Awards de la meilleure Guest-Star dans une série dramatique pour Seinfeld (1989)
- 1995 : CableACE Awards de la meilleure actrice dans un téléfilm où une mini-série pour Against Her Will: The Carrie Buck Story (1994)
- 1996 : Los Angeles Film Critics Association Awards de la meilleure distribution pour Un drôle de shérif (1992–1996) partagé avec Amy Aquino, Kathy Baker, Don Cheadle, Kelly Connell, Fyvush Finkel, Lauren Holly, Costas Mandylor, Justin Shenkarow, Tom Skerritt, Ray Walston et Adam Wylie
- 2000 : Primetime Emmy Awards de la meilleure Guest-Star dans une série dramatique pour The Practice : Bobby Donnell et Associés (1997)
- 2004 : Primetime Emmy Awards de la meilleure Guest-Star dans une série dramatique pour New York, unité spéciale (1999-)